# Цалада
Цалада — село в Гунибском районе Дагестана. Входит в состав Тлогобского сельсовета.

## География
Село расположено на берегу реки Кунада, на расстоянии 14 км к северо-западу от села Гуниб, административного центра района.

## Население
| 1926 | 1939 | 1970 | 1989 | 2002 | 2010 | 2021 |
| ---- | ---- | ---- | ---- | ---- | ---- | ---- |
| 126  | ↘103 | ↗141 | →141 | ↗273 | ↘207 | ↗243 |